# 三碘阴离子
在化学中，三碘化物有多种含义。它主要指三碘阴离子——I3−，一种由3个碘原子构成的多碘离子。含有这种离子的化合物有三碘化钠、三碘化铊和三碘化铵([NH4][I3])。这些化合物中只有单个对应的碘离子。在其他一些化合物中，三碘化物中3个碘原子之间并没有形成共价键，也就是没有形成三碘阴离子。例如三碘化氮 (NI3)、三碘化磷、三碘化锑和三碘化镓 (Ga2I6)。一些阳离子理论上有可能同时形成这两种化合物，三碘化铊被认为是三碘化铊(I)，而三碘化铊(III)还未制得。

## 三碘阴离子
三碘阴离子是最简单的多碘离子，一些原子数更多的多碘离子也存在。在溶液中，它在低浓度时显黄色而在高浓度时为棕色。淀粉与碘单质反应显紫黑色正是因为形成了这种离子。碘离子不与淀粉反应，碘单质在非极性溶剂中也不能反应。卢戈氏碘液含有碘化钾，因此大量的碘能溶解在其中。
碘酒是将碘溶解在乙醇中配制而成的，它也含有大量的三碘阴离子，因为其中含有碘离子和水。

## 形成与结构

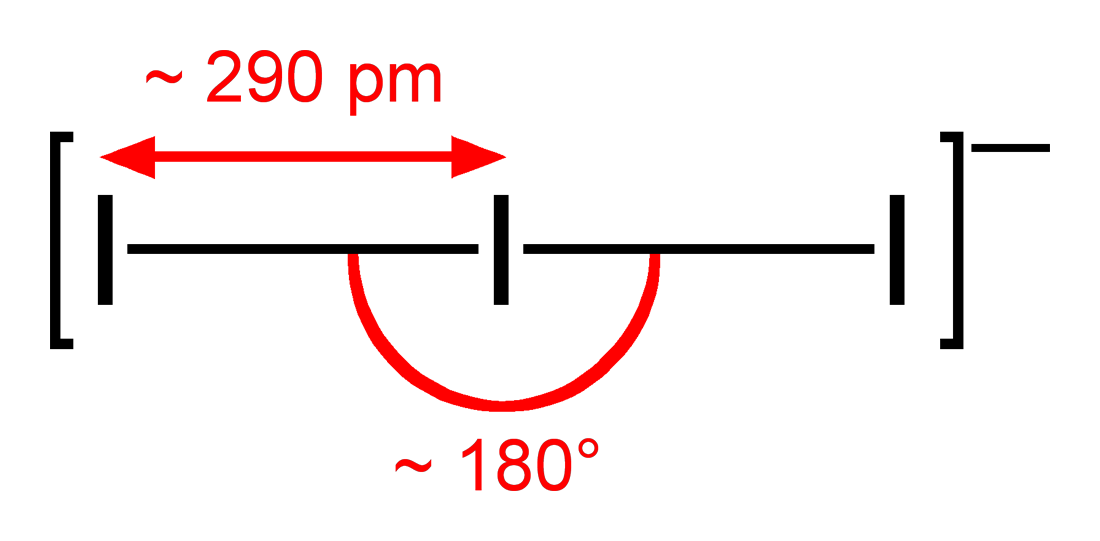
三碘阴离子的大致构型。构型由于阳离子不同而会发生轻微变化。

下面这个吸热的可逆反应增加了三碘阴离子的浓度：
I2 + I− ⇌ I3−
这个反应屬於錯合反應。这个反应与硫化钠和硫单质的反应类似，但高级的多碘离子具有支链而多硫离子是链状的。
这种离子是直线型的，与价层电子对互斥理论的预测相同。对这种超价离子的简单解释是三中心四电子键。三碘化物中的键角和键长并不相同，取决于阳离子的性质。
三碘阴离子在溶液中的键长与键角由溶剂的性质决定。质子溶剂会集中三碘阴离子的负电荷，使它不对称。举个例子，甲醇中的三碘阴离子呈角形，其负电荷集中在较长的键上。
少数几个化合物中三碘阴离子的有关键长与键角的差别列在下表中：
| 化合物   | Ia–Ib (pm) | Ib–Ic (pm) | 键角 (°) |
| -------- | ---------- | ---------- | -------- |
| TlI3     | 306.3      | 282.6      | 177.9    |
| RbI3     | 305.1      | 283.3      | 178.11   |
| CsI3     | 303.8      | 284.2      | 178.00   |
| NH4I3    | 311.4      | 279.7      | 178.55   |
| 甲醇溶液 | 309.0      | 296.0      | 152.0    |

但是在与大阳离子形成的化合物(C
6H
5)
4AsI
3中，两个I-I键的键长却是相等的。这可能是因为大阳离子的极化能力较弱，对阴离子的影响较小。